# Paralelógono

Un paralelógono se construye mediante dos o tres pares de segmentos paralelos. Los vértices y aristas en el interior del hexágono se suprimen.

Existen cinco redes de Bravais en dos dimensiones, relacionadas con las teselaciones a base de paralelógonos por sus cinco variaciones de simetría.

Un paralelógono es un polígono capaz de recubrir el plano con una disposición lado-a-lado (es decir, de forma que ningún vértice del teselado queda situado sobre un punto intermedio de una arista) utilizando exclusivamente la traslación de la figura de partida.
Un paralelógono debe tener un número par de lados y los lados opuestos deben ser de igual longitud y paralelos entre sí (de ahí su nombre). Una restricción menos obvia es que un paralelógono solo puede tener cuatro o seis lados: un paralelógono de cuatro lados es un paralelogramo. En general, un paralelógono posee simetría rotacional de 180 grados alrededor de su centro.

## Dos tipos poligonales
Los paralelógonos cuadriláteros y hexagonales tienen formas geométricas simétricas variadas. En general, todos poseen simetría central de orden 2. Todo paralelógono convexo es un zonágono, teniendo además los paralelógonos hexagonales la posibilidad de adoptar la forma de polígonos no convexos.
| Lados | Ejemplos | Ejemplos | Nombre                 | Simetría       |
| ----- | -------- | -------- | ---------------------- | -------------- |
| 4     |          |          | Paralelogramo          | Z2, orden 2    |
| 4     |          |          | Rectángulo & rombo     | Dih2, orden 4  |
| 4     |          |          | Cuadrado               | Dih4, orden 8  |
| 6     |          |          | Paralelogramo elongado | Z2, orden 2    |
| 6     |          |          | Rombo elongado         | Dih2, orden 4  |
| 6     |          |          | Hexágono regular       | Dih6, orden 12 |

## Variaciones geométricas
El paralelogramo puede formar un mosaico del plano como un teselado cuadrado distorsionado, al igual que el paralelogramo hexagonal puede recubrir el plano como un teselado hexagonal regular distorsionado.
| 1 length            | 1 length         | 2 lengths              | 2 lengths               |
| Recto               | Oblicuo          | Recto                  | Oblicuo                 |
| ------------------- | ---------------- | ---------------------- | ----------------------- |
| Cuadrado p4m (*442) | Rombo cmm (2*22) | Rectángulo pmm (*2222) | Paralelogramo p2 (2222) |

| 1 longitud                  | 2 longitudes              | 2 longitudes              | 3 longitudes                     | 3 longitudes                     |
| --------------------------- | ------------------------- | ------------------------- | -------------------------------- | -------------------------------- |
|                             |                           |                           |                                  |                                  |
| Hexágono regular p6m (*632) | Rombo elongado cmm (2*22) | Rombo elongado cmm (2*22) | Paralelogramo elongado p2 (2222) | Paralelogramo elongado p2 (2222) |